# Ídol oculat

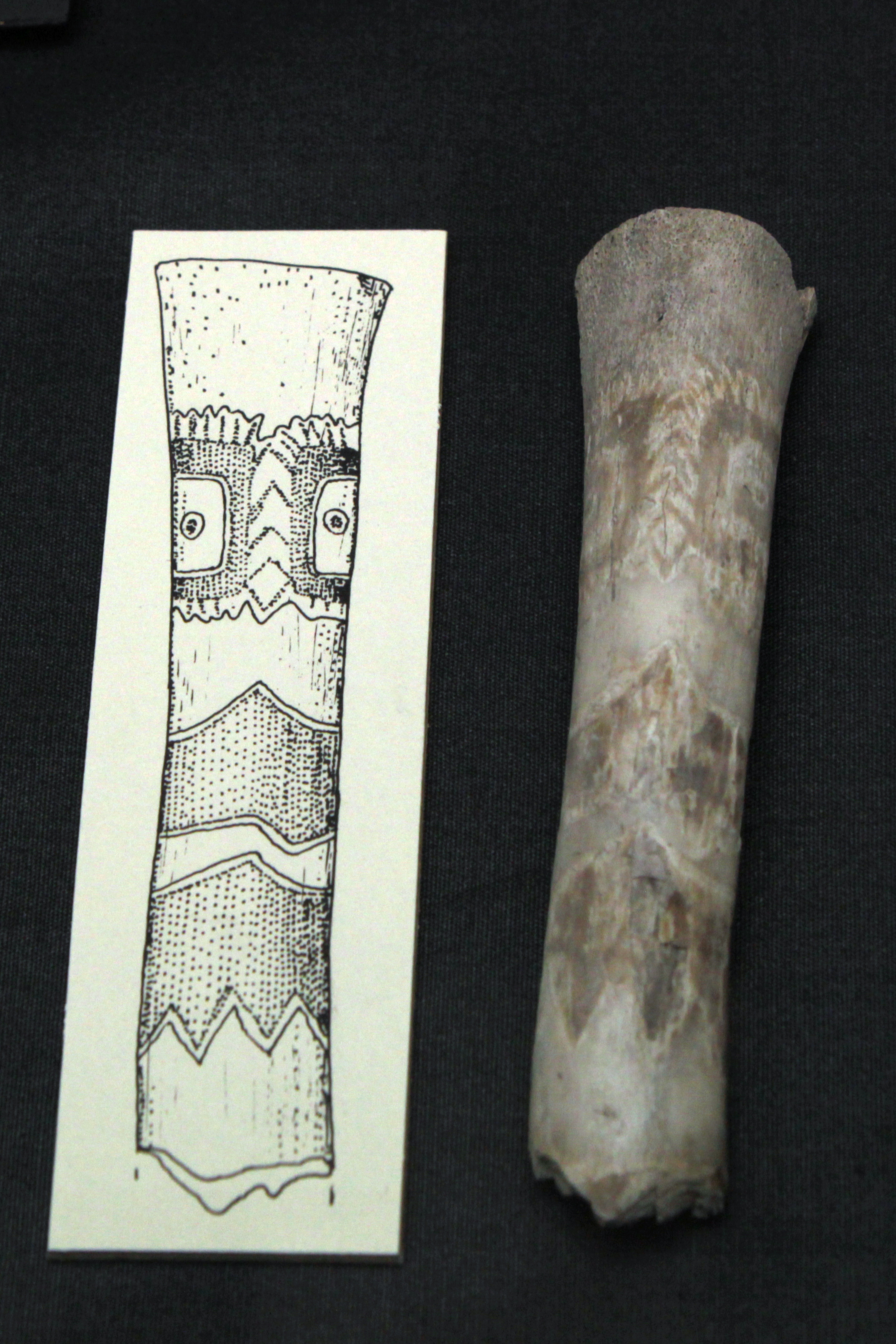
Ídol oculat d'Ereta del Pedregal. Museu de Prehistòria de València

Un ídol oculat és un tipus d'ídol amb trets antropomorfos molt esquemàtics, i que es caracteritza sobretot per la presència d'ulls. Es tracta de manifestacions simbòliques pròpies de les comunitats agrícoles i ramaderes de la meitat meridional de la península Ibèrica durant el Neolític i el Calcolític. La decoració oculada es plasma sobre diversos materials, entre els quals destaquen, en territori valencià, els ossos llargs.

## Troballes
Actualment s'han trobat en terres valencianes més de 80 ídols oculats sobre ossos llargs, trenta-tres dels quals estan exposats al Museu de Prehistòria de València. La majoria se n'han trobat en contextos funeraris, formant part dels aixovars de sepultures col·lectives. Procedeixen de 17 jaciments situats entre el riu Xúquer i el nord de la província d'Alacant, entre els quals destaquen:
- Ereta del Pedregal (Navarrés)
- Cova de la Pastora (Alcoi)

En la meitat meridional de la resta de la península també es documenten ídols oculats sobre nombrosos suports:
- Suport ossi: dispersos en diferents zones del sud-est
- Sobre cilindres de pedra i plaques de pissarra (sud-oest meridional): l'exemple més conegut n'és l'ídol d'Extremadura
- Decoració en ceràmiques
- També trobem representacions d'oculats en la pintura rupestre esquemàtica

També trobem representacions de temàtica oculada en diverses regions del Mediterrani, des de final del V mil·lenni i durant el IV mil·lenni aC. La decoració oculada sobre ossos llargs es documenta especialment a l'Orient Pròxim i al sud-est d'Europa.

## Matèria primera i tecnologia
En territori valencià, ossos llargs, especialment radis de cabra o d'ovella, encara que també s'ha trobat una peça singular en banya de cérvol.
Pel que fa a la decoració, n'hi ha dues tècniques: pintura i gravat. Els motius decoratius són de dos tipus:
- els primaris o fonamentals, presents en tots els oculats: es componen d'ulls, celles i tatuatge facial;
- els secundaris o complementaris apareixen només en 19 oculats i consisteixen en sèries horitzontals de triangles, bitriangles, rectangles, banda reticulada o línies en ziga-zaga.[2]

## Interpretacions
S'han interpretat els oculats de diverses maneres. D'una banda, una hipòtesi, majoritària, considera els oculats com a representacions de caràcter simbolicoreligiós de divinitats, concretament es tractaria d'una dea mare d'origen neolític. El fet que s'hagen trobat en tombes indicaria, a més, un caràcter de divinitat funerària, protectora de les sepultures.
De l'altra, hi ha qui veu una representació simbòlica de les persones presents en les sepultures on s'han trobat. Els oculats complirien una funció heràldica, representant la filiació genealògica i el llinatge d'individus de l'elit.